# Mesannepada
Mesannepada, o Mesanepada, Mes-Anni-Padda, “eroe scelto dal Cielo", a volte detto Nanne (... – 2525 a.C.), è stato il fondatore della prima dinastia di Ur elencato sulla Lista dei re sumeri.
Avrebbe governato per 80 anni
Mesannepada sconfisse Mesilim di Kish e Lugal-Kitun di Uruk. Esso portò doni ai re di Mari e secondo un'iscrizione trovata in questa città su un tondino di lapislazzuli, suo padre era Meskalamdug, suo figlio Aannepadda.
Sui sigilli della necropoli reale di Ur, sono stati trovati inoltre i nomi di Mesannepada e dei suoi predecessori Meskalamdug e Akalamdug, con quello della regina Puabi.